# Ghelința
Ghelința es una comuna ubicada en el distrito de Covasna, Rumania.

## Superficie
Posee una superficie de 106,2 kilómetros cuadrados.

## Demografía
Hasta 2021 la población era de 4917 habitantes, con una densidad de población de 46,32 habitantes por kilómetro cuadrado.